# Kadłub (województwo opolskie)
Kadłub (niem. Kadlub, 1936-1945 Starenheim) – wieś w Polsce położona w województwie opolskim, w powiecie strzeleckim, w gminie Strzelce Opolskie.

## Historia
Wieś od XVIII w. i w pierwszej połowie XIX w. była ważnym w skali dzisiejszego województwa opolskiego ośrodkiem wydobycia rud darniowych i produkcji żelaza.
Od końca XIX w. wieś posiadała pieczęć gminną. Nawiązuje ona do zajęć ludności przez ukazanie kilofów i grabi (1810 r.), które na późniejszej pieczęci zostały zamienione na rysunek przedstawiający kuźnię i fryszerki (piece metalurgiczne).
W latach 1945–1954 miejscowość była siedzibą gminy Rozmierka. W latach 1975–1998 miejscowość administracyjnie należała do ówczesnego województwa opolskiego.

## Zabytki
Do wojewódzkiego rejestru zabytków wpisane są:
- dwór, z poł. XIX w.
- dwa czworaki.